# 詹姆斯·H·莫里斯
詹姆斯·希拉姆·莫里斯（英語：James Hiram Morris，1941年—）是一名美國計算機科學家，卡內基美隆大學計算機科學榮譽教授。他曾擔任卡內基美隆大學計算機科學學院院長和卡內基美隆大學矽谷分校校長。

## 生平
莫里斯是匹茲堡人，擁有卡內基美隆大學學士學位、麻省理工斯隆管理學院管理碩士學位和麻省理工學院計算機科學博士學位。
莫里斯曾在加利福尼亞大學柏克萊分校任教，在那裡他提出了程式語言的一些重要基本原則：模組間保護和惰性求值。他也是字串搜尋KMP演算法的共同發現者。
他在全錄旗下的帕羅奧多研究中心工作了八年，是開發Xerox Alto系統的團隊成員之一。他也領導了Cedar程式設計環境專案。
1983年至1988年，莫里斯領導卡內基美隆大學的資訊技術中心，這是一個與IBM合作的項目，開發了一個大學計算系統原型——安德魯項目。他是國家科學基金會兩個以電腦為媒介的傳播計畫的主要研究者：EXPRES和Prep。
他是卡內基美隆大學人機互動研究所和MAYA Design Group（專門從事互動式產品設計的顧問公司）的創辦人。
他寫了一本回憶錄《Thoughts of a Reformed Computer Scientist》，在亞馬遜上有販售。